# Somalia en los Juegos Olímpicos de Seúl 1988
Somalia estuvo representada en los Juegos Olímpicos de Seúl 1988 por cinco deportistas masculinos que compitieron en atletismo.
El portador de la bandera en la ceremonia de apertura fue el atleta Abukar Hasan Adani. El equipo olímpico somalí no obtuvo ninguna medalla en estos Juegos.